# Carlos Dicenta
Carlos-Yvon Dicenta Saint-Victor es un exjugador de baloncesto español, que ocupaba la posición de base. (Madrid, Comunidad de Madrid, España, 27 de agosto de 1965). 

## Historial
- NCAA. Universidad de Hofstra.
- NCAA. Universidad de Fordham.
- 1989-1990 Primera División. Choleck Llíria.
- 1990-1991 ACB. Pamesa Valencia.
- 1991 USBL. Liga de verano. Long Island Sur.
- 1991-1993 ACB. Taugrés Vitoria.
- 1993-1994 ACB. Pamesa Valencia.
- 1993-1994 ACB. CB Murcia.
- 1994-1995 ACB. Pamesa Valencia.
- 1995-1996 ACB. Taugrés Vitoria. Contrato de un mes.
- 1995-1996 ACB. CB Murcia.
- 1995-1996 ACB. Grupo AGB Huesca.
- 1996-1998 ACB. CB Ourense.
- 1998-1999 LEB. CB Ourense.
- 1999-2000 ACB. CB Valladolid. Entra por el lesionado Toño Llorente.
- 1999-2000 LEB. Club Baloncesto Rosalía de Castro.
- 2000-2001 LEB. Drac Inca. Cuatro partidos.
- 2000-2001 LEB. CB Murcia.